# Tomo-chan Is a Girl!
Tomo-chan Is a Girl! (яп. トモちゃんは女の子! Томо-тян ва оннаноко!, «Томо — девушка!») — четырёхпанельная манга (ёнкома), написанная и проиллюстрированная Фумитой Янагидой. Публиковалась посредством твиттер-аккаунта Twi4 и сайта Saizensen с апреля 2015 года по июль 2019 года. Издана в восьми томах-танкобонах. Студией Lay-duce манга адаптирована в формат аниме-сериала, трансляция которого проходила с января по март 2023 года.

## Сюжет
Главная героиня истории Томо Айдзава — пацанка, влюблённая в своего друга детства Дзюнъитиро Куботу, который воспринимает её как парня, а не как девушку. Томо много раз тщетно пытается признаться в любви Дзюнъитиро и иногда, не получив от него ожидаемого внимания, бьёт его. Томо часто обращается за советом по поводу развития своих отношений к однокласснице Мисудзу Гундо, с которой Томо и Дзюнъитиро дружат с детства.

## Персонажи
Томо Айдзава (яп. 相沢 智 Айдзава Томо) — главная героиня истории. Занимается спортом и боевыми искусствами, в частности состоит в мужской секции карате, куда была переведена из-за своей силы. Томо изо всех сил пытается признаться в любви своему другу детства Дзюнъитиро.
Сэйю: Риэ Такахаси
Дзюнъитиро Кубота (яп. 久保田 淳一郎 Кубота Дзюнъитиро:) — друг детства и романтический интерес Томо. Он не замечает попыток Томо признаться ему в любви и принимает её за парня.
Сэйю: Кайто Исикава; Макото Коити (в детстве)
Мисудзу Гундо (яп. 群堂 みすず Гундо: Мисудзу) — подруга детства Томо и бывшая девушка Дзюнъитиро. Спокойная, редко проявляющая эмоции девушка, следящая за отношениями Томо и Дзюнъитиро.
Сэйю: Рина Хидака
Кэрол Олстон (яп. キャロル・オールストン Кярору О:русутон) — одноклассница Томо, дальняя родственница Косукэ Мисаки. Ученица из Англии, дочь богатых родителей. Довольно легкомысленная девушка, воспринимающая всё буквально.
Сэйю: Салли Амаки
Косукэ Мисаки (яп. 御崎 光助 Мисаки Ко:сукэ) — капитан мужской секции карате, где тренируется Томо. Дальний родственник Кэрол, с которой у него были непростые отношения.
Сэйю: Кохэй Амасаки
Мифунэ (яп. 三船) и Огава (яп. 小川) — парочка девушек-гяру из класса B. Они обе влюблены в Мисаки и призывают Томо держаться от него подальше, но после того как Томо заметила, что им обеим нравится Мисаки, она решила по-дружески поддержать их.
Сэйю: Ё Таити (Мифунэ); Ацуми Танэдзаки (Огава)
Тацуми Танабэ (яп. 田辺 達巳 Танабэ Тацуми) — одноклассник Томо. Он был влюблён в Мисудзу, но всегда получал от неё отказ.
Сэйю: Ёсицугу Мацуока
Горо Айдзава (яп. 相沢 五郎 Айдзава Горо:) — отец Томо и тренер по карате. Именно он виноват в том, что Томо не может показать свою женственную сторону.
Сэйю: Кэндзи Номура
Акэми Айдзава (яп. 相沢 あけみ Айдзава Акэми) — мать Томо, внешне очень похожа на дочь. Ей нравится поддразнивать мужа и дочь.
Сэйю: Кумико Ватанабэ

## Медиа

### Манга
Tomo-chan Is a Girl!, написанная и проиллюстрированная Фумитой Янагидой в формате ёнкомы, начала публиковаться 7 апреля 2015 года в аккаунте Twi4 социальной сети «Твиттер» и на сайте Saizensen. Манга была завершена 14 июля 2019 года. Всего издательством Kodansha было выпущено восемь томов-танкобонов манги.
В феврале 2018 года американское издательство Seven Seas Entertainment объявило о приобретении прав на публикацию манги на английском языке.

#### Список томов
| №  | Дата публикации     | ISBN                   |
| -- | ------------------- | ---------------------- |
| 01 | 9 октября 2015 г.   | ISBN 978-4-0636-9537-3 |
| 02 | 4 февраля 2016 г.   | ISBN 978-4-0636-9544-1 |
| 03 | 9 июля 2016 г.      | ISBN 978-4-0636-9552-6 |
| 04 | 26 января 2017 г.   | ISBN 978-4-0636-9562-5 |
| 05 | 10 августа 2017 г.  | ISBN 978-4-0636-9579-3 |
| 06 | 10 февраля 2018 г.  | ISBN 978-4-0651-1152-9 |
| 07 | 12 сентября 2018 г. | ISBN 978-4-0651-3113-8 |
| 08 | 12 сентября 2019 г. | ISBN 978-4-0651-6696-3 |

### Аниме
Об адаптации манги в формат аниме-сериала было объявлено 4 июля 2022 года на фестивале Anime Expo. Производством аниме-сериала занялась студия Lay-duce, режиссёром стал Хитоси Намба, помощником режиссёра — Норико Хасимото, сценаристом — Мэгуми Симидзу, дизайнером персонажей — Сиори Хираива, а композитором — Масару Ёкояма. Аниме-сериал транслировался с 5 января по 30 марта 2023 года на Tokyo MX и других телеканалах. Открывающая музыкальная тема аниме-сериала — «Kurae! Telepathy» (яп. くらえ！テレパシー Кураэ! Тэрэпаси:, «Ну давай же! Телепатия»), исполненная певцом Махарадзяном; закрывающая — «yurukuru＊love», исполненная Риэ Такахаси, Риной Хидакой и Салли Амаки. Сериал состоит из тринадцати серий.
Сериал лицензирован сервисом Crunchyroll и транслировался с японским и английским дубляжом.

#### Список серий
| №  | Название                                                                            | Режиссёр                   | Премьера в Японии  |
| -- | ----------------------------------------------------------------------------------- | -------------------------- | ------------------ |
| 01 | Признай во мне девушку! «Оннаноко ни мирарэтай!» (女の子に見られたい！)             | Макото Сокудза             | 5 января 2023 г.   |
| 01 | Ужасающий вызов «Сэнрицу но тё:сэндзё:» (戦慄の挑戦状=)                             | Макото Сокудза             | 5 января 2023 г.   |
| 02 | Юбка Томо «Томо но сука:то» (トモのスカート)                                        | Сигэру Фукасэ              | 12 января 2023 г.  |
| 02 | Школьная звезда «Гакуэн но айдору» (学園のアイドル)                                 | Сигэру Фукасэ              | 12 января 2023 г.  |
| 03 | Тайна лучшего друга «Синъю: но химицу» (親友の秘密)                                 | Масахико Судзуки           | 19 января 2023 г.  |
| 03 | Пошли на свидание! «Дэ:то сиё: дзэ!» (デートしようぜ！)                             | Масахико Судзуки           | 19 января 2023 г.  |
| 04 | Что заставляет её улыбаться «Эгао но рию:» (笑顔の理由)                             | Кэн Андо                   | 26 января 2023 г.  |
| 04 | Хочу быть игривой, как девочки «Дзёсиппоку тавамурэтай» (女子っぽく戯れたい)        | Кэн Андо                   | 26 января 2023 г.  |
| 04 | Герои часто спотыкаются «Хи:ро: ва ёку коробу» (ヒーローはよく転ぶ)                 | Кэн Андо                   | 26 января 2023 г.  |
| 05 | Женщины семьи Олстон «О:русутон-кэ но онна-тати» (オールストン家の女たち)           | Макото Сокудза             | 2 февраля 2023 г.  |
| 05 | Никому не уступлю «Юдзурэнай омой» (譲れない想い)                                   | Макото Сокудза             | 2 февраля 2023 г.  |
| 05 | Сердце стучит! Геймерская ночь «Докидоки! Гэ:му гассюку» (ドキドキ！ゲーム合宿)     | Макото Сокудза             | 2 февраля 2023 г.  |
| 06 | Подарок на день рождения «Ба:судэ: пурэдзэнто» (バースデープレゼント)               | Томонори Минэ              | 9 февраля 2023 г.  |
| 06 | Жара! Турнир по играм с мячом «Моэро! Кю:ги тайкай» (燃えろ！球技大会)              | Томонори Минэ              | 9 февраля 2023 г.  |
| 07 | Клятва Дзюнъитиро «Дзюнъитиро: но тикаи» (淳一郎の誓い)                             | Синъя Кавабэ               | 16 февраля 2023 г. |
| 07 | Если Томо наденет купальник «Томо га мидзуки ни кигаэтара» (トモが水着に着替えたら) | Синъя Кавабэ               | 16 февраля 2023 г. |
| 08 | Вечер летнего фестиваля «Нацумацури но ёру» (夏祭りの夜)                            | Такуро Цукада, Сюн Комамия | 23 февраля 2023 г. |
| 08 | Дистанция между ними «Футари но кёрикан» (二人の距離感)                             | Такуро Цукада, Сюн Комамия | 23 февраля 2023 г. |
| 09 | Истинное лицо ангела «Тэнси но сугао» (天使の素顔)                                  | Хисаси Исогава             | 2 марта 2023 г.    |
| 10 | Куда завело пари «Сё:бу но юкуэ» (勝負の行方)                                       | Хадзуки Мидзумото          | 9 марта 2023 г.    |
| 10 | Чтобы остаться лучшими друзьями «Синъю: дэ иру тамэ ни......» (親友でいるために……)  | Хадзуки Мидзумото          | 9 марта 2023 г.    |
| 11 | Первая подработка «Хадзимэтэ но арубайто» (初めてのアルバイト)                      | Дайки Накамура             | 16 марта 2023 г.   |
| 11 | Брошенная Золушка «Оитэкэбори но Синдэрэра» (置いてけぼりのシンデレラ)              | Дайки Накамура             | 16 марта 2023 г.   |
| 12 | Прощай, лучший друг «Саёнара, синъю:» (さよなら、親友)                              | Макото Сокудза             | 23 марта 2023 г.   |
| 13 | Чтобы остаться с тобой «Тонари ни иру тамэ ни...» (隣にいるために…)                 | Такуро Цукада              | 30 марта 2023 г.   |

## Приём

### Манга
В декабре 2015 года манга выиграла премию Next Manga Award в категории «Лучшая веб-манга».
В путеводителе по манге осени 2018 года Anime News Network Ребекка Сильверман, Эми Макналти, Фэй Хоппер и Тереза Наварро провели обзор первого тома манги. Сильверман, Макналти и Наварро похвалили персонажей и иллюстрации, тогда как Хоппер сильно раскритиковала сюжет.

### Награды и номинации аниме
| Год  | Награда                  | Результат  | Категория                            | Номинант                           | Прим.  |
| ---- | ------------------------ | ---------- | ------------------------------------ | ---------------------------------- | ------ |
| 2024 | Anime Trending Awards    | 16-е место | Аниме года                           | Tomo-chan Is a Girl!               | [ 20 ] |
| 2024 | Anime Trending Awards    | 5-е место  | Аниме года в жанре повседневность    | Tomo-chan Is a Girl!               | [ 20 ] |
| 2024 | Anime Trending Awards    | 6-е место  | Девушка года                         | Мисудзу Гундо                      | [ 20 ] |
| 2024 | Anime Trending Awards    | 3-е место  | Девушка года — второй план           | Мисудзу Гундо                      | [ 20 ] |
| 2024 | Anime Trending Awards    | 6-е место  | Девушка года — второй план           | Кэрол Олстон                       | [ 20 ] |
| 2024 | Anime Trending Awards    | 3-е место  | Комедийное аниме года                | Tomo-chan Is a Girl!               | [ 20 ] |
| 2024 | Anime Trending Awards    | 2-е место  | Лучшая актриса озвучивания           | Салли Амаки в роли Кэрол Олстон    | [ 20 ] |
| 2024 | Anime Trending Awards    | 3-е место  | Лучший подбор голосов                | Tomo-chan Is a Girl!               | [ 20 ] |
| 2024 | Anime Trending Awards    | 9-е место  | Пара или шип года                    | Дзюнъитиро и Томо                  | [ 20 ] |
| 2024 | Crunchyroll Anime Awards | Номинация  | Лучший актёр дубляжа (английский)    | Лекси Ньето в роли Томо Айдзавы    | [ 21 ] |
| 2024 | Crunchyroll Anime Awards | Номинация  | Лучший актёр дубляжа (португальский) | Аманда Брижиту в роли Томо Айдзавы | [ 21 ] |
| 2024 | Crunchyroll Anime Awards | Номинация  | Лучший романтический сериал          | Tomo-chan Is a Girl!               | [ 21 ] |